# جحي آل مساعد (حريضة)

تعديل مصدري - تعديل

جحي آل مساعد هي إحدى قرى عزلة حريضة بمديرية حريضة التابعة لمحافظة حضرموت، بلغ تعداد سكانها 257 نسمة حسب تعداد اليمن لعام 2004.